# Sphingonotus yenchihensis
Sphingonotus yenchihensis är en insektsart som beskrevs av Zheng, Z. och Chiu 1965. Sphingonotus yenchihensis ingår i släktet Sphingonotus och familjen gräshoppor. Inga underarter finns listade i Catalogue of Life.